# Бибрих (Висбаден)
Бибрих (нем. Wiesbaden-Biebrich) — район города Висбаден, столицы федеральной земли Гессен.
Население — около 39 тыс. жителей (2022), это самый населённый из районов Висбадена.
Расположен Бибрих на юге Висбадена, на берегу Рейна. На противоположном берегу расположен район Майнца Момбах.
Многочисленные доисторические и раннеисторические археологические находки указывают на то, что территория Бибриха была постоянно заселена со времен неолита. В исторических документах Бибрих впервые упомянут в 874 году, когда король Людовик II Немецкий со свитойпутешествовали из Франкфурта в Аахен. С начала XVIII века Бибрих служил резиденцией представителей Дома Нассау. До 1926 года Бибрих был отдельным городом. С 28 октября он стал районом Висбадена.
Бибрих известен прежде всего дворцом в стиле барокко, построенным в 1702 году, а также прилегающим к нему парком площадью около 50 га.